# Ingolsbenning
Ingolsbenning är en by i Norbergs socken och kommun.
Byn omtalas första gången i jordeboken 1539 och då fanns där en hytta. Hyttan i byn var i bruk fram till 1812.